# Piet Dumortier
Pieter „Piet” Dumortier (ur. 9 listopada 1915, zm. 5 kwietnia 1945) – holenderski piłkarz grający na pozycji napastnika. W swojej karierze rozegrał 1 mecz w reprezentacji Holandii.

## Kariera klubowa
Całą swoją karierę piłkarską Dumortier spędził w klubie DOS Utrecht.

## Kariera reprezentacyjna
W reprezentacji Holandii Dumortier zadebiutował 23 października 1938 roku w zremisowanym 2:2 towarzyskim meczu z Danią, rozegranym w Kopenhadze i był to jego jedyny mecz w kadrze narodowej.